# Дольный, Тарас Васильевич
Тарас Васильевич Дольный (укр. Тарас Васильович Дольний; род. 18 июня 1959, Чумали, Тернопольская область, УССР) — советский и украинский биатлонист. Участник зимней Олимпиады 1994 года, трёхкратный чемпион зимней всемирной Универсиады 1983, призёр чемпионата Европы, неоднократный призёр чемпионатов СССР, победитель и призёр Всесоюзных Спартакиад. Мастер спорта СССР международного класса.

## Биография
Воспитанник тернопольской школы биатлона, тренеры — Анатолий Николаевич Коваленко и Игорь Мирославович Починок. На соревнованиях выступал за спортивное общество «Колос» и город Тернополь.
На всемирной зимней Универсиаде 1983 года, проходившей в Софии, Болгария, стал абсолютным чемпионом, выиграв золотые медали в спринте, индивидуальной гонке и эстафете. В том году соревнования по биатлону проводились на Универсиадах впервые в истории.
На чемпионатах СССР выступал с начала 1980-х годов. В 1982 году на чемпионате страны, проходившем в рамках зимней Спартакиады народов СССР, завоевал серебро в эстафете в составе сборной Украинской ССР. В 1987 году стал серебряным призёром чемпионата в гонке патрулей в составе команды Профсоюзов.
В 1986 году стал золотым медалистом Спартакиады народов СССР, проходившей в Красноярске, в эстафете в составе сборной Украинской ССР (в команде также выступали Виталий Могиленко, Николай Давыденко, Валентин Джима). В этом сезоне Спартакиада не имела статуса чемпионата СССР. На зимней Спартакиаде 1990 года, проходившей в Тысовце, украинская команда, выступавшая в таком же составе, завоевала бронзу чемпионата СССР.
В 1984 году занял четвёртое место в спринте на соревнованиях Кубка СССР, являвшихся отборочными к зимней Олимпиаде-1984 в Сараево, но не был включён в окончательный состав сборной СССР. В сезоне 1982/83 в составе сборной страны принимал участие в соревнованиях Кубка мира, был шестым в спринте на этапе в Рупольдинге.
С 1992 года выступал за сборную Украины. Участник четырёх чемпионатов мира (1993, 1995, 1996, 1997). Лучшим результатом на мировом уровне стало пятое место в командной гонке в 1993 году, а в личных видах — 17-е место в спринте в 1995 году.
Принимал участие в зимних Олимпийских играх 1994 года в Лиллехаммере. В индивидуальной гонке шёл в группе лидеров после трёх рубежей, но на последней «стойке» допустил два промаха и в итоге финишировал 12-м, впоследствии представители сборной Украины заявляли, что мишени не закрылись из-за ошибки автоматики, но протест так и не был подан. В спринте биатлонист занял 18-е место, а в эстафете — 15-е.
На чемпионате Европы 1995 года в Анси (Ле-Гран-Борнан) завоевал бронзовую медаль в эстафете в составе сборной Украины вместе с Русланом Лысенко, Романом Звонковым и Валентином Джимой.
Завершил спортивную карьеру в 1997 году в возрасте 38 лет. По окончании карьеры живёт в Тернополе, работает в строительном бизнесе.
В 2008 году получил премию «Золотая десятка украинского биатлона», приуроченную к 45-летию биатлона на Украине.

## Личная жизнь
Жена Нина, по профессии психолог. Двое сыновей.
Окончил факультет физического воспитания Тернопольского педагогического института (1985).